# Веселие
Веселие е село в Югоизточна България. То се намира в община Приморско, област Бургас.

## География
Селото е разположено в долина близо до река Ропотамо в Странджа планина, на 30 km от областния център Бургас по пътя за Приморско. Намира се на 14 km от Созопол, на 17 km от Черноморец, на 18 km от общинския център Приморско.

## История
Село Веселие е създадено по време на османската власт към 1731 г. Земите около селото стопанисвал Съръм Бей, а неговите поданици си построили домове, в резултат на което възникнало селото. Старото му име е Съръмуса.
През 1861 г. в близост до селото се настанява група от черкези, изселени от района на Кавказ. Черкезите създават свое селище на име Ченгер, но всички опити на официалната турска власт да превърне кавказците в земеделци се провалят. Черкезите се отдават на грабежи, кражби на добитък, изнасилвания и убийства. По време на Руско-турската война от 1877 – 78 г. черкезите от село Ченгер участват в различни разбойнически шайки и тероризират местното население. Някои от тях са мобилизирани в армията на Мехмед Али паша, разположена в Североизточна България. След общото отстъпление на османската армия през зимата на 1878 г., черкезите от Ченгер напускат селото и се преселват в Турция.

## Население

### Етнически състав
Преброяване на населението през 2011 г.
Численост и дял на етническите групи според преброяването на населението през 2011 г.:
|                     | Численост |
| Общо                | 550       |
| Българи             | 485       |
| Турци               | 39        |
| Цигани              | 9         |
| Други               | 8         |
| Не се самоопределят | 6         |
| Неотговорили        | 3         |

## Религии
Основната религия в село Веселие е християнство. В селото има една църква „Св. Пророк Илия“, която се счита за е една от малкото мъжки църкви в страната, защото в нея всички икони са на мъже. Единственият женски образ е на Света Богородица. Църквата е ремонтирана преди 6 години. Освен нея в село Веселие се намират параклис „Св. Илия“ и параклис „Св. св. Константин и Елена“.

## Културни и природни забележителности
В селото се намира църквата „Св. Пророк Илия“, а извън него – параклисът „Св. Константин и Елена“. На възвишението Мара и Лишанка се намира легендарният лишан на Мара (девойка, противопоставила се на волята на турците, маскирана като бунтовник и убита на възвишението Мара и лишанка) – възвишението е наречено на името на девойката, която е преследвана и заловена там от турците. Там тя издъхнала от куршума на своите турски преследвачи. Беят заповядал да разкъсат ризата на този юнак и да видят какво смело сърце носи. Когато разкъсали ризата и видели, че това е жена, всички турци ахнали и побегнали, крещейки, че това е лишан/белег, знак/. Оттогава върхът носи името на Мара -Лишанка, кръст, скован от 2 дървени пръчки и плоча с името на Мара. В близост до гроба на Мара се намира дръвче, което е на 900 години и въпреки всичко не може да израсте или да повехне. Възможно е обаче това име да е остатък от обичая Мара Лишанка, който се изпълнява в тази част на България.

## Редовни събития
За празника на селото се чества първата неделя от месец Август или последната неделя от месец Юли. Като празненствата започват от събота с детски състезания, а в неделя се провеждат традиционните за района на Странджа народни борби, в които взимат участие дори чужденци.

## Личности
Родени
- Георги Попов (1924 – 1995), български актьор
- Георги Янакиев (1941 – 2018), български художник

Други
- Стоян Тричков – избрал името на селото
- Георги Мавродиев – автор на книги за селото
- Апостол Карамитев
- Божидар Димитров – директор на Националния исторически музей

## Други
Ледник Веселие в Антарктика е наименуван на селището.